# Leptocyclopodia macrura
Leptocyclopodia macrura är en tvåvingeart som först beskrevs av Speiser 1900.  Leptocyclopodia macrura ingår i släktet Leptocyclopodia och familjen lusflugor. Inga underarter finns listade i Catalogue of Life.